# 火鳳凰 (電視劇)
《火鳳凰》，是香港電視廣播有限公司時裝電視劇，於1981年6月29日首播，全劇共20集，監製李添勝。由周潤發、鄭裕玲主演，主題曲《命運》由黃霑作曲、黃霑填詞、 周啟生編曲、 甄妮主唱。

## 內容
「命運！是否支配一生？而我不可拒抗，當不得命運主人．．．」 由經典銀幕情侶周潤發及鄭裕玲主演的《火鳳凰》是80年代，最扣人心弦的電視劇集之一。經典螢幕情侶；真摯演繹難忘佳作。
倪駿（周潤發飾）是大毒犯倪正（吳業光飾）的養子，專門協助養父販毒，因處事乾淨俐落，受正器重。孤兒董舜華（鄭裕玲飾）自少被大律師宋宣儀（湘漪飾）收為養女，並立志成為執業律師。
後來正與親兒子倪廣生（郭峰飾）被警方拘捕，並且判處入獄。而駿因身在泰國，未與養父一起被捕，但回港後，仍被警方檢控。不過在舜華幫助下，使案中證人推翻口供，結果駿獲判無罪。但因此事，舜華幾乎喪失律師資格，轉職屢屢受挫，最後由宣儀向律師公會力陳，舜華才正式獲執業律師資格。
正在獄中開始覺悟前非，乃吩咐駿收山。駿於是改為經營夜總會，並聘用舜華做法律顧問。其間二人發生關係。後來廣生刑滿出獄，不滿父親把所有家業交由駿打理，於是設局陷害駿。後來廣生在黑幫爭執中被殺，駿被疑為凶手。舜華為救駿，不惜作假證供，最後駿再度獲刑無罪，但舜華卻因而被吊銷律師牌照......

## 演員表
- 周潤發 飾 倪　駿
- 鄭裕玲 飾 董舜華
- 石　修 飾 甄孝文
- 陳秀珠 飾 蒲書茵
- 吳業光 飾 倪　正
- 李香琴 飾 倪正妻
- 郭　峰 飾 倪廣生
- 湘　漪 飾 宋宣儀
- 藍　天 飾 湯鶴年
- 許紹雄 飾 關　岐
- 苗僑偉 飾 湯威臣
- 韓馬利 飾 湯海倫
- 蘇杏璇 飾 關岐妻
- 文潔雲 飾 葉秋萍
- 張活游 飾 蒲翔千
- 張英才 飾 戚英武
- 羅　蘭 飾 六嬸（關岐母）
- 徐錦江 飾 CID

## 電視節目的變遷
| 英屬香港 無綫電視翡翠台 星期一至五 20:30-21：30 | 英屬香港 無綫電視翡翠台 星期一至五 20:30-21：30 | 英屬香港 無綫電視翡翠台 星期一至五 20:30-21：30 |
| ----------------------------------------------- | ----------------------------------------------- | ----------------------------------------------- |
|                                                 | 火鳯凰 (1981年6月29日–1981年7月24日)            |                                                 |
| 無雙譜 (1981年6月8日-1981年6月26日)             | 楊門女將 (1981年7月27日-1981年8月28日)          |                                                 |

1. ↑  . 豆瓣(手机版).   [2022-04-30].